# Liste der Kulturgüter in Romanshorn
Die Liste der Kulturgüter in Romanshorn enthält alle Objekte in der Gemeinde Romanshorn im Kanton Thurgau, die gemäss der Haager Konvention zum Schutz von Kulturgut bei bewaffneten Konflikten, dem Bundesgesetz vom 20. Juni 2014 über den Schutz der Kulturgüter bei bewaffneten Konflikten sowie der Verordnung vom 29. Oktober 2014 über den Schutz der Kulturgüter bei bewaffneten Konflikten unter Schutz stehen.
Objekte der Kategorien A und B sind vollständig in der Liste enthalten, Objekte der Kategorie C fehlen zurzeit (Stand: 1. Januar 2023).

## Kulturgüter
| Foto |                                                                                                  | Objekt                                                        | Kat. | Typ | Standort                                            | Beschreibung |
| ---- | ------------------------------------------------------------------------------------------------ | ------------------------------------------------------------- | ---- | --- | --------------------------------------------------- | ------------ |
| ja   | Datei hochladen · Wikidata zu Alte paritätische Kirche (Q17517458)                               | Alte paritätische Kirche KGS-Nr.: 05145                       | A    | G   | Schlossbergstrasse 28 746243 / 270483               |              |
| ja   | Datei hochladen · Wikidata zu Hafenanlage mit Mole, Bahnhof und Lagerhäuser (Q95984300)          | Hafenanlage mit Mole, Bahnhof und Lagerhäusern KGS-Nr.: 05146 | A    | G   | 746250 / 270250                                     |              |
| ja   | Datei hochladen · Wikidata zu Katholische Kirche St. Johannes der Täufer (Q17517542)             | Katholische Kirche St. Johannes der Täufer KGS-Nr.: 10226     | A    | G   | Schlossbergstrasse 22 746128 / 270480               |              |
| ja   | Datei hochladen · Wikidata zu Hotel Restaurant Zum Schloss (Q29883277)                           | Hotel Restaurant Zum Schloss KGS-Nr.: 10227                   | B    | G   | Schlossbergstrasse 26 746231 / 270468               |              |
| ja   | Datei hochladen · Wikidata zu Wohnhaus zur Blumenau (Q29883288)                                  | Wohnhaus KGS-Nr.: 11033                                       | B    | G   | Bankstrasse 4 745995 / 270224                       |              |
| ja   | Datei hochladen · Wikidata zu Wohnhaus (Q29883290)                                               | Wohnhaus KGS-Nr.: 11035                                       | B    | G   | Schäflistrasse 2 745946 / 270377                    |              |
| ja   | Datei hochladen · Wikidata zu Wohnhaus (Q29883291)                                               | Wohnhaus KGS-Nr.: 13784                                       | B    | G   | Grundstrasse 4 744951 / 270168                      |              |
| ja   | Datei hochladen · Wikidata zu Reformierte Kirche (Q29883285)                                     | Reformierte Kirche KGS-Nr.: 13785                             | B    | G   | Hueber Rebgarten 1 745286 / 270017                  |              |
| ja   | Datei hochladen · Wikidata zu Bauernhaus (Q29883262)                                             | Bauernhaus KGS-Nr.: 13786                                     | B    | G   | Oberhäusern, Amriswilerstrasse 128 742729 / 269040  |              |
| ja   | Datei hochladen · Wikidata zu Bauernhaus (Q29883266)                                             | Bauernhaus KGS-Nr.: 13787                                     | B    | G   | Oberhäusern, Oberhäusernstrasse 14 742759 / 268700  |              |
| ja   | Datei hochladen · Wikidata zu Villa "Daheim" (Q29883286)                                         | Villa KGS-Nr.: 13788                                          | B    | G   | Neuhofstrasse 69 745802 / 269650                    |              |
| ja   | Datei hochladen · Wikidata zu Ehemalige Wäschefabrik (Q29883271)                                 | Ehemalige Wäschefabrik KGS-Nr.: 13789                         | B    | G   | Bahnhofstrasse 40 745466 / 270097                   |              |
| ja   | Datei hochladen · Wikidata zu Alte Turnhalle (Q29883260)                                         | Alte Turnhalle KGS-Nr.: 13790                                 | B    | G   | Schulstrasse 1 745670 / 270077                      |              |
| ja   | Datei hochladen · Wikidata zu Primarschule Rebsamen (Q29883283)                                  | Primarschule Rebsamen KGS-Nr.: 13791                          | B    | G   | Bahnhofstrasse 26 745703 / 270120                   |              |
| ja   | Datei hochladen · Wikidata zu Primar-/Oberschulhaus (Q29883281)                                  | Primar-/Oberschulhaus KGS-Nr.: 13792                          | B    | G   | Bahnhofstrasse 28 745647 / 270115                   |              |
| ja   | Datei hochladen · Wikidata zu Geschäftshaus Thurgauer Kantonalbank (Q29883274)                   | Geschäftshaus Thurgauer Kantonalbank KGS-Nr.: 13795           | B    | G   | Bahnhofstrasse 13 745763 / 270145                   |              |
| ja   | Datei hochladen · Wikidata zu Wohnhäuser Fischerhäuser (Q29883293)                               | Wohnhäuser Fischerhäuser KGS-Nr.: 13796                       | B    | G   | Rislenstrasse 4 / Mittlere Gasse 11 745976 / 270014 |              |
| ja   | Datei hochladen · Wikidata zu Bauten der ehemaligen eidgenössischen Alkoholverwaltung (Q2392836) | Bauten der ehemaligen Alkoholverwaltung KGS-Nr.: 13907        | B    | G   | Egnacherweg 5, 5a, 7, 7a-e 745752 / 269251          |              |